# Maurizio Ganz
Maurizio Ganz (Tolmezzo, 13 ottobre 1968) è un allenatore di calcio ed ex calciatore italiano, di ruolo attaccante, tecnico del Magenta.

## Biografia
È padre di Simone Andrea, anch'egli calciatore professionista.

## Carriera

### Giocatore

#### Club

##### Gli inizi, Atalanta

Ganz in azione all'Atalanta nel campionato di Serie A 1992-1993, in una partita contro il Milan.

Esordisce nella Sampdoria il 14 settembre 1986, diciassettenne, dopo essere cresciuto nelle giovanili blucerchiate. Nella stagione 1988-1989 gioca con il Monza in Serie B, passando poi al Parma e al Brescia, dove rimane due stagioni vincendo con 19 gol il titolo di capocannoniere della Serie B 1991-1992.
Nell'estate del 1992 si trasferisce a Bergamo all'Atalanta. Con la maglia della squadra bergamasca disputa due campionati di Serie A e uno, l'ultimo, di Serie B.

##### Inter
Dopo il campionato di Serie B 1994-1995 viene acquistato per 8,03 miliardi di lire dall'Inter, squadra in cui disputa due stagioni segnando 13 gol nella prima e 11 nella seconda. Segna anche 10 gol in 16 partite nelle coppe europee (vincendo la classifica marcatori della Coppa UEFA nell'edizione 1996-1997) e 3 gol in 14 partite in Coppa Italia che gli valgono il soprannome El segna semper lu (in italiano "Segna sempre lui").

##### Milan
Nel dicembre 1997 la società di Massimo Moratti lo cede ai cugini del Milan per 1,5 miliardi di lire più la seconda metà del cartellino di Moriero (già passato all'Inter – sia pur in comproprietà – durante la sessione di calciomercato estiva). Pochi giorni dopo segna uno dei 5 gol con cui i rossoneri travolgono l'Inter nel derby d'andata dei quarti di finale di Coppa Italia per 5 reti a 0.
L'anno successivo vince lo scudetto sotto la guida di Alberto Zaccheroni, segnando 5 gol in 20 partite di campionato, tutti decisivi per la conquista del titolo in volata sulla Lazio. Tra questi uno nella vittoria sul Parma - dove in contropiede salta i due futuri campioni del mondo Fabio Cannavaro e Gianluigi Buffon -, uno contro la Sampdoria, con deviazione determinante di Castellini al 4' di recupero, e il sofferto pareggio ottenuto a Piacenza sempre allo scadere.

##### Venezia, Atalanta, Fiorentina e Ancona
Nel dicembre 1999, in Milan-Atalanta 3-0 di Coppa Italia, disputa la sua ultima partita in rossonero. La voglia di giocare costantemente lo porta a lasciare il Milan per passare al Venezia. In laguna viene impiegato in maniera più continua, e totalizza 8 gol in 19 partite.
Tenterà poi nuovamente l'avventura bergamasca, ma senza il successo della prima volta (2000-2001, con 5 gol in 24 partite). Nell'ottobre 2001 passa alla Fiorentina, con cui segna 2 gol in 15 partite.
Nel 2003 torna a giocare fra i cadetti e con 11 gol contribuisce alla riconquista della Serie A dell'Ancona, però nel successivo torneo 2003-2004 la squadra subisce un'immediata retrocessione.

##### Fine carriera
Dopo il campionato 2004-2005 disputato fra le file del Modena si trasferisce in Svizzera, nel campionato di Challenge League, fra le file del Lugano. In Svizzera realizza 11 marcature in campionato.
A 38 anni torna in Italia, giocando il campionato 2006-2007 nella Pro Vercelli, iscritta al campionato di Serie C2 - girone A, con la quale conquista l'ottavo posto in campionato e, con le ultime 10 reti, termina la carriera.

#### Nazionale
Nel 1993 è stato convocato per due volte da Arrigo Sacchi in nazionale, senza però essere schierato.
Ha partecipato nelle file della Padania alle edizioni 2009 e 2010 della Viva World Cup, campionato mondiale di calcio tra nazionali della NF-Board e non riconosciute dalla FIFA, andando in rete in entrambi i tornei.

### Allenatore
Cresciuto sotto la guida di Marcello Lippi, che lo allenò a più riprese durante il periodo giovanile e tra i professionisti, e di Fabio Capello, Maurizio Ganz decide di intraprendere la carriera di allenatore a Milano, collaborando con il settore giovanile del Milan, prima nella scuola calcio Masseroni Marchese e poi all'Aldini Bariviera, che nella stagione 2011-12 conduce alla finale regionale degli Allievi A persa contro l'Accademia Inter. Dal 14 luglio 2012 è stato l'allenatore della Berretti del Varese. Dal 3 giugno 2013 allena invece la Primavera in sostituzione di Stefano Bettinelli.
Dal 17 settembre 2014 è l'allenatore dell'Ascona, club svizzero del campionato di Seconda Lega interregionale. Nel 2014-2015 frequenta a Coverciano il corso di abilitazione per il master di allenatori professionisti Prima Categoria-Uefa Pro. Il 6 giugno 2016 diventa il nuovo tecnico della Bustese Roncalli, club di Busto Garolfo militante in Serie D. Il giorno 8 gennaio 2017 viene esonerato dal club.
Il 25 giugno 2019 viene annunciato come nuovo allenatore del Milan femminile..
Nel corso della sua quinta stagione con le rossonere, dopo aver raccolto appena 9 punti in 8 giornate di campionato, il 20 novembre 2023 viene esonerato dalla guida del Milan femminile.
Il 30 Maggio 2025, dopo due anni di inattività e quattro anni passati sulla panchina del Milan femminile, torna a guidare una formazione maschile. Infatti viene ingaggiato a partire dal successivo  1° luglio, come nuovo allenatore del Magenta, squadra appena retrocessa in Eccellenza.

### Dopo il ritiro
Dal 2008 ha partecipato come opinionista sportivo a Sabato Sprint oltreché ad alcune trasmissioni di Sky Sport.

## Statistiche
Durante la sua carriera da calciatore ha totalizzato 608 presenze e 204 gol, alla media di 0,34 gol a partita.

### Presenze e reti nei club
| Stagione         | Squadra          | Campionato       | Campionato | Campionato | Coppe nazionali | Coppe nazionali | Coppe nazionali | Coppe continentali | Coppe continentali | Coppe continentali | Altre coppe | Altre coppe | Altre coppe | Totale | Totale |
| Stagione         | Squadra          | Comp             | Pres       | Reti       | Comp            | Pres            | Reti            | Comp               | Pres               | Reti               | Comp        | Pres        | Reti        | Pres   | Reti   |
| ---------------- | ---------------- | ---------------- | ---------- | ---------- | --------------- | --------------- | --------------- | ------------------ | ------------------ | ------------------ | ----------- | ----------- | ----------- | ------ | ------ |
| 1986-1987        | Sampdoria        | A                | 12         | 0          | CI              | 3               | 0               | -                  | -                  | -                  | -           | -           | -           | 15     | 0      |
| 1987-1988        | Sampdoria        | A                | 1          | 0          | CI              | 1               | 0               | -                  | -                  | -                  | -           | -           | -           | 2      | 0      |
| Totale Sampdoria | Totale Sampdoria | Totale Sampdoria | 13         | 0          |                 | 4               | 0               |                    | -                  | -                  |             | -           | -           | 17     | 0      |
| 1988-1989        | Monza            | B                | 33         | 9          | CI              | 8               | 4               | -                  | -                  | -                  | -           | -           | -           | 41     | 13     |
| 1989-1990        | Parma            | B                | 32         | 5          | CI              | 1               | 0               | -                  | -                  | -                  | -           | -           | -           | 33     | 5      |
| 1990-1991        | Brescia          | B                | 34         | 10         | CI              | 3               | 2               | -                  | -                  | -                  | -           | -           | -           | 37     | 12     |
| 1991-1992        | Brescia          | B                | 36         | 19         | CI              | 2               | 0               | -                  | -                  | -                  | -           | -           | -           | 38     | 19     |
| Totale Brescia   | Totale Brescia   | Totale Brescia   | 70         | 29         |                 | 5               | 2               |                    | -                  | -                  |             | -           | -           | 75     | 31     |
| 1992-1993        | Atalanta         | A                | 32         | 14         | CI              | 2               | 1               | -                  | -                  | -                  | -           | -           | -           | 34     | 15     |
| 1993-1994        | Atalanta         | A                | 24         | 9          | CI              | 4               | 2               | -                  | -                  | -                  | -           | -           | -           | 28     | 11     |
| 1994-1995        | Atalanta         | B                | 20         | 14         | CI              | 1               | 0               | CAI                | 0                  | 0                  | -           | -           | -           | 21     | 14     |
| 1995-1996        | Inter            | A                | 32         | 13         | CI              | 6               | 2               | CU                 | 2                  | 0                  | -           | -           | -           | 40     | 15     |
| 1996-1997        | Inter            | A                | 30         | 11         | CI              | 7               | 1               | CU                 | 11                 | 8                  | -           | -           | -           | 48     | 20     |
| 1997-gen. 1998   | Inter            | A                | 6          | 2          | CI              | 1               | 0               | CU                 | 3                  | 2                  | -           | -           | -           | 10     | 4      |
| Totale Inter     | Totale Inter     | Totale Inter     | 68         | 26         |                 | 14              | 3               |                    | 16                 | 10                 |             | -           | -           | 98     | 39     |
| gen.-giu. 1998   | Milan            | A                | 19         | 4          | CI              | 6               | 1               | -                  | -                  | -                  | -           | -           | -           | 25     | 5      |
| 1998-1999        | Milan            | A                | 20         | 4          | CI              | 4               | 1               | -                  | -                  | -                  | -           | -           | -           | 24     | 5      |
| lug.-dic. 1999   | Milan            | A                | 1          | 1          | CI              | 1               | 0               | UCL                | 1                  | 0                  | SI          | 0           | 0           | 3      | 1      |
| Totale Milan     | Totale Milan     | Totale Milan     | 40         | 9          |                 | 11              | 2               |                    | 1                  | 0                  |             | 0           | 0           | 52     | 11     |
| dic. 1999-2000   | Venezia          | A                | 19         | 8          | CI              | 3               | 0               | -                  | -                  | -                  | -           | -           | -           | 22     | 8      |
| 2000-2001        | Atalanta         | A                | 24         | 5          | CI              | 7               | 4               | -                  | -                  | -                  | -           | -           | -           | 31     | 9      |
| Totale Atalanta  | Totale Atalanta  | Totale Atalanta  | 100        | 42         |                 | 14              | 7               |                    | -                  | -                  |             | -           | -           | 114    | 49     |
| 2001-2002        | Fiorentina       | A                | 15         | 2          | CI              | -               | -               | CU                 | 0                  | 0                  | SI          | 0           | 0           | 15     | 2      |
| 2002-2003        | Ancona           | B                | 29         | 11         | CI              | 5               | 4               | -                  | -                  | -                  | -           | -           | -           | 34     | 15     |
| 2003-2004        | Ancona           | A                | 25         | 3          | CI              | 1               | 0               | -                  | -                  | -                  | -           | -           | -           | 26     | 3      |
| Totale Ancona    | Totale Ancona    | Totale Ancona    | 54         | 14         |                 | 6               | 4               |                    | -                  | -                  |             | -           | -           | 60     | 18     |
| 2004-2005        | Modena           | B                | 31         | 4          | CI              | 1               | 0               | -                  | -                  | -                  | -           | -           | -           | 32     | 4      |
| 2005-2006        | Lugano           | CL               | 23         | 11         | CS              | 3               | 3               | -                  | -                  | -                  | -           | -           | -           | 26     | 14     |
| 2006-2007        | Pro Vercelli     | C2               | 26         | 10         | CI-C            | ?               | ?               | -                  | -                  | -                  | -           | -           | -           | 26+    | 10+    |
| Totale carriera  | Totale carriera  | Totale carriera  | 524        | 169        |                 | 67+             | 25+             |                    | 17                 | 10                 |             | -           | -           | 608+   | 204+   |

### Statistiche da allenatore
Statistiche aggiornate al 26 gennaio 2020.
| Stagione        | Squadra         | Campionato      | Campionato | Campionato | Campionato | Campionato | Coppe nazionali | Coppe nazionali | Coppe nazionali | Coppe nazionali | Coppe nazionali | Coppe continentali | Coppe continentali | Coppe continentali | Coppe continentali | Coppe continentali | Altre coppe | Altre coppe | Altre coppe | Altre coppe | Altre coppe | Totale | Totale | Totale | Totale | % Vittorie | Piazzamento |
| Stagione        | Squadra         | Comp            | G          | V          | N          | P          | Comp            | G               | V               | N               | P               | Comp               | G                  | V                  | N                  | P                  | Comp        | G           | V           | N           | P           | G      | V      | N      | P      | %          | Piazzamento |
| --------------- | --------------- | --------------- | ---------- | ---------- | ---------- | ---------- | --------------- | --------------- | --------------- | --------------- | --------------- | ------------------ | ------------------ | ------------------ | ------------------ | ------------------ | ----------- | ----------- | ----------- | ----------- | ----------- | ------ | ------ | ------ | ------ | ---------- | ----------- |
| 2016-2017       | Bustese         | D               | 34+1       | 7+1        | 10         | 17         | CI-D            | 4               | 2               | 1               | 1               | -                  | -                  | -                  | -                  | -                  | -           | -           | -           | -           | -           | 39     | 10     | 11     | 18     | 25,64      | 14°         |
| Totale carriera | Totale carriera | Totale carriera | 34+1       | 7+1        | 10         | 17         |                 | 4               | 2               | 1               | 1               |                    | -                  | -                  | -                  | -                  |             | -           | -           | -           | -           | 35     | 10     | 11     | 18     | 28,57      |             |

### Calcio femminile
Statistiche aggiornate al 20 novembre 2023.
| Stagione        | Squadra         | Campionato      | Campionato | Campionato | Campionato | Campionato | Coppe nazionali | Coppe nazionali | Coppe nazionali | Coppe nazionali | Coppe nazionali | Coppe continentali | Coppe continentali | Coppe continentali | Coppe continentali | Coppe continentali | Altre coppe | Altre coppe | Altre coppe | Altre coppe | Altre coppe | Totale | Totale | Totale | Totale | % Vittorie | Piazzamento |
| Stagione        | Squadra         | Comp            | G          | V          | N          | P          | Comp            | G               | V               | N               | P               | Comp               | G                  | V                  | N                  | P                  | Comp        | G           | V           | N           | P           | G      | V      | N      | P      | %          | Piazzamento |
| --------------- | --------------- | --------------- | ---------- | ---------- | ---------- | ---------- | --------------- | --------------- | --------------- | --------------- | --------------- | ------------------ | ------------------ | ------------------ | ------------------ | ------------------ | ----------- | ----------- | ----------- | ----------- | ----------- | ------ | ------ | ------ | ------ | ---------- | ----------- |
| 2019-2020       | Milan           | A               | 15         | 11         | 2          | 2          | CI              | 2               | 1               | 0               | 1               | -                  | -                  | -                  | -                  | -                  | -           | -           | -           | -           | -           | 17     | 12     | 2      | 3      | 70,59      | 3°          |
| 2020-2021       | Milan           | A               | 22         | 16         | 3          | 3          | CI              | 7               | 3               | 3               | 1               | -                  | -                  | -                  | -                  | -                  | SI          | 1           | 0           | 0           | 1           | 30     | 19     | 6      | 5      | 63,33      | 2º          |
| 2021-2022       | Milan           | A               | 22         | 14         | 4          | 4          | CI              | 6               | 4               | 0               | 2               | UWCL               | 2                  | 1                  | 0                  | 1                  | SI          | 2           | 1           | 0           | 1           | 32     | 20     | 4      | 8      | 62,50      | 3º          |
| 2022-2023       | Milan           | A               | 26         | 12         | 6          | 8          | CI              | 6               | 4               | 1               | 1               | -                  | -                  | -                  | -                  | -                  | -           | -           | -           | -           | -           | 32     | 16     | 7      | 9      | 50,00      | 3º          |
| set.-nov. 2023  | Milan           | A               | 8          | 2          | 3          | 3          | CI              | 1               | 1               | 0               | 0               | -                  | -                  | -                  | -                  | -                  | -           | -           | -           | -           | -           | 9      | 3      | 3      | 3      | 33,33      | Eson.       |
| Totale carriera | Totale carriera | Totale carriera | 93         | 55         | 18         | 20         |                 | 22              | 13              | 4               | 5               |                    | 2                  | 1                  | 0                  | 1                  |             | 3           | 1           | 0           | 2           | 120    | 70     | 22     | 28     | 58,33      |             |

## Palmarès

### Giocatore

#### Club
- Coppa Italia: 1

Sampdoria: 1987-1988
- Campionato italiano di Serie B: 1

Brescia: 1991-1992
- Campionato italiano: 1

Milan: 1998-1999

#### Individuale
- Capocannoniere della Serie B: 1

Brescia: 1991-1992 (19 gol)
- Capocannoniere della Coppa UEFA: 1

Inter: 1996-1997 (8 gol)